# Ян Цянь
Ян Цянь (кит. 杨倩; род. 10 июля 2000, Нинбо) — китайская спортсменка, выступающая в стрельбе из винтовки, двукратная олимпийская чемпионка (2020).

## Карьера
В 2019 году на Чемпионате Азии по стрельбе, выступая в стрельбе из винтовки на 10 метров выиграла золотую медаль, а в смешанной дисциплине серебряную, благодаря чему благодаря чему прошла отбор на ОИ-2020.
На Олимпийских играх 2020 года в стрельбе из винтовки на 10 метров завоевала золотую медаль, опередив в финале россиянку Анастасию Галашину и швейцарку Нину Кристен.  Через 3 дня, 27 июля, выступая в смешанной дисциплине, в паре с Яном Хаораном завоевала вторую золотую медаль на Играх, опередив в финале дуэты из США и России.

## Образование
Студентка Университета Цинхуа, где изучает экономику и менеджмент.